# آلان بيث
آلان جيمس بيث، المعروف بارون بيث ، ولد سنة 20 أفريل 1943.
و هو سياسي بريطاني ديمقراطي ليبرالي مثل بيرويك أبون تويد كعضو في البرلمان (MP) من عام 1973 إلى عام 2015.
من عام 1992 إلى عام 2003 كان نائب زعيم الديمقراطيين الليبراليين . وفي سنة 2015، كان العضو الأطول خدمة في وفد حزبه في مجلس العموم ، وقد كان آخر نائب ديمقراطي ليبرالي لديه خبرة واسعة في البرلمان منذ السبعينيات خاصة في سنة 1970.